# Europäische Katzennatter
Die Europäische Katzennatter (Telescopus fallax) ist eine Art der Nattern (Colubridae). Das Verbreitungsgebiet erstreckt sich vom südosteuropäischen Mittelmeerraum über die griechischen Inseln und die Türkei bis nach Südrussland am Kaspischen Meer, im Mittleren Osten über Israel und den Libanon bis Nordiran sowie in Nordafrika bis in das östliche Ägypten. Sie besitzt im hinteren Bereich des Kiefers Furchenzähne, die mit Giftdrüsen verbunden sind, und wird daher der nicht monophyletischen Gruppe der Trugnattern zugeordnet. In Griechenland wird diese Art als agiofido (griechisch αγιόφιδο) bezeichnet, was ‚heilige Schlange‘ bedeutet.

## Merkmale
Die Europäische Katzennatter ist eine mittelgroße Schlangenart und erreicht eine durchschnittliche Länge von etwa 60 bis 70 cm, große Exemplare können bis 100 cm lang werden. Die Körperfarbe ist grau, graubraun oder gelblichbraun mit einer Rückenzeichnung aus dunklen rechteckigen Flecken, zwischen denen hellere Barren entstehen. Im Nacken befindet sich ein auffälliger Fleck und die Kopffärbung kann zur Schnauze hin stark aufhellen. Die Bauchseite ist gelblichweiß, cremefarben oder auch hellrosa und besitzt dunkle, schachbrettartig angeordnete Flecken. Die Körperschuppen sind glatt, der Körper wirkt daher glatt und glänzend.
Der Kopf ist eiförmig flach und vom Körper abgesetzt. Die mittelgroßen Augen besitzen eine senkrecht geschlitzte Pupille. Das Stirnschild ist sehr groß ausgebildet, das Zügelschild stößt im Regelfall an den Vorderrand der Augen an. Um die Körpermitte liegen durchschnittlich 19 Schuppenreihen, deren Zahl kann zwischen 17 und 21 variieren.

## Verbreitung und Lebensraum
Das Verbreitungsgebiet der Schlange umfasst im südosteuropäischen Mittelmeerraum Slowenien, Kroatien, Bosnien und Herzegowina, Montenegro, Albanien und Griechenland mit den griechischen Inseln, das südliche Mazedonien und Bulgarien sowie die Türkei mit einigen vorgelagerten Inseln der Ägäis. Von dort zieht es bis nach Südrussland am Kaspischen Meer, in den Nahen Osten über Israel, Syrien und den Libanon bis in den Nordiran sowie in Nordafrika bis in das östliche Ägypten. Dabei werden eine Reihe von Unterarten anerkannt, die teilweise nur sehr kleine, geographisch voneinander abgegrenzte Bereiche besiedeln (Inselformen).
- T. f. fallax: Die Nominatform bewohnt den größten Teil des Balkans, von Kroatien über Montenegro, Albanien, Griechenland bis Bulgarien und in die westliche und südliche Türkei. Das Vorkommen auf Malta beruht aller Wahrscheinlichkeit nach auf altertümlichen Aussetzungen.
- T. f. intermedius: Insel Antikythira.
- T. f. multisqamatus: Insel Kufonisi.
- T.f. cypriacus: Zypern.
- T. f. rhodocius: Rhodos.
- T. f. pallidus: Kreta und die benachbarten Inseln Gavdos, Elasa und Christiana.
- T.f. syriacus: Südosttürkei über Syrien, Libanon und Nordisrael.
- T. f. hoogstraali: Sinai und die Negevwüste in Israel.
- T. f. iberus: Osttürkei und vom Iran bis nach Russland.

Die Tiere bewohnen trockene und gut besonnte, mit Buschwerk bestandene und mit Steinen und Felsbrocken durchsetzte Hänge in den Niederungen und im Bergland, sie erreichen Höhenlagen bis zu 1.500 m. In Tälern leben sie im Bereich von Fließgewässern und in lichten Laubwäldern.

## Lebensweise
Die Europäische Katzennatter ist dämmerungs- und nachtaktiv. Die Fortbewegung ist extrem langsam und schleichend, selbst auf der Flucht bewegt sie sich sehr träge. Sie klettert hervorragend in Felsen und an Häuserfassaden und versteckt sich tagsüber in Felsspalten und brüchigem Mauerwerk. Ihr Beutespektrum umfasst vor allem Eidechsen, Skinke und Geckos sowie kleinere Schlangen und seltener Kleinsäuger, vor allem Mäuse. Die Beutetiere werden gefangen, indem sich die Schlange langsam (katzenhaft) nähert und dann zupackt. Die gefangenen Tiere hält sie in ihren Kiefern so lang fest, bis das Gift ihrer im hinteren Bereich der Zahnreihen gelegenen Giftzähne wirkt und die Beute lähmt oder tötet.
Die Schlange ist eierlegend, die Gelege bestehen aus 5 bis 7 Eiern. Die Jungschlangen schlüpfen im Spätsommer und beginnen bereits nach der ersten Häutung aktiv mit der Nahrungssuche.

## Schlangengift
Europäische Katzennattern besitzen ein für ihre Beutetiere wirksames Gift, welches sie über die hinterständigen Furchenzähne (opistoglyph) in eine Wunde einbringen können. Die Schlangen können auch Menschen beißen, dabei kommt das für Menschen relativ ungefährliche Gift allerdings in der Regel durch die weit hinten stehenden Giftzähne nicht zum Einsatz. Bissunfälle sind zudem vergleichsweise selten.